# Platyrrhinus fusciventris
Platyrrhinus fusciventris — вид родини листконосові (Phyllostomidae), ссавець ряду лиликоподібні (Vespertilioniformes, seu Chiroptera).

## Морфологія
Тварина невеликого розміру, із загальною довжиною між 58 і 61 мм, довжина передпліччя між 35,4 і 40,1 мм, довжина стопи між 8 і 12 мм, довжина вух від 16 до 18 мм.
Шерсть коротка з окремими волосками спини двоколірними. Спинна частина хутра від світло-коричневого до темно-коричневого кольору, з білуватою спинною смугою, іноді ледь помітною, яка тягнеться від області між плечей до крижів; черевна частина світло-коричнева. Морда коротка і широка. Лист носа добре розвинений і ланцетний. Дві білі смуги є на кожній стороні обличчя. Вуха широкі, трикутні, широко розділені. Крила прикріплені ззаду до основи великого пальця. Ноги покриті волосками, які розкидані й короткі або рідкі. Вид не має хвоста.

## Середовище проживання
Цей вид поширений в центральному Еквадорі, південній та східній Венесуелі, Гаяні, Суринамі, Французькій Гвіані і північній Бразилії.

## Загрози та охорона
Цей вид, будучи виявлений лише недавно, досі не піддавався будь-якій політиці збереження.